# Interstellar Overdrive
A Pink Floyd Interstellar Overdrive című dala 1967. augusztus 5-én jelent meg a zenekar The Piper at the Gates of Dawn című bemutatkozó albumán. Majdnem tízperces hosszával az album leghosszabb kompozíciója, a Tonite Let’s All Make Love in London című albumon azonban egy 16 perces változat is megjelent (ezt 1967 januárjában vették fel). Számtalan kalózfelvétel is közkézen forog.
A Paul Butterfield Blues Band East-West című dalához hasonlóan az Interstellar Overdrive az egyik első tisztán instrumentális pszichedelikus zenemű, amit egy rockzenekar lemezre vett. Sokan a Pink Floyd első space rock területén tett próbálkozásának tartották (az Astronomy Dominevel együtt), ám a zenekar később cáfolta ezt az állítást. Bár sikerült tíz percbe sűríteni a Syd Barrett vezette zenekar koncertjeinek élményét (improvizáció konkrét szerkezet nélkül), a dal egyáltalán nem hasonlít stúdióban felvett munkáikra. Ahogy Nick Mason Pink Floyd Inside Out - Kifordítva című könyvében írta, a koncerteken a dal több „tételből” állt, ami nem hallható az albumon szereplő változaton. Az élő verziók hossza a 20 percet is meghaladhatta. Akkor, amikor a zenekar a londoni UFO Clubban és más hasonló helyeken lépett fel, a dalt általában a koncertek első dalaként játszották. Később a műsorok más szakaszain is elhangzott (fináléként is), végül 1970-ben került ki a koncertek anyagából.

## Keletkezése
A dal elején hallható „csali” (a hallgatók fülében hamar megragadó, könnyen felidézhető motívum) egy torzított, ereszkedő riff, amit Barrett és Roger Waters unisonóban játszik. A riff ezután improvizációba megy át (többszöri hangnemváltás, drámai hangzású effektek a Farfisa orgonán, halkabb átvezetések). A dal viszonylag hamar elveszti struktúráját és tulajdonképpeni tempóját – ezt a szakaszt csak a különleges hangzású gitár tölti ki. Végül az egész zenekar újra a bevezető motívumot játssza, egyre lassuló tempóban, míg a dal véget nem ér.
Az elején hallható riff a véletlen szüleménye: Peter Jenner, a zenekar akkori menedzsere egy dalt próbált eldúdolni, aminek már nem emlékezett a címére (legtöbben a Love My Little Red Book című dalát tartják valószínűnek). Barrett gitárján kísérte Jenner dúdolását, a dallamot pedig később az Interstellar Overdrive alapjaként használta. Roger Waters egyszer azt mondta Barrettnek, hogy a riff hasonlít a Steptoe és fia című sorozat főcímzenéjére. A dalt 1967. március 16-án vették fel, júniusban pedig néhány rájátszással egészítették ki. A The Piper at the Gates of Dawnon szereplő változat hallható a Relics (1971) és az A Nice Pair (1973) című válogatásalbumokon.

## Koncerten előadott változatok és feldolgozások
- A legtöbb rajongó az albumon megjelent változatot ismeri, bár több változat is fennmarad mind a stúdióból, mind koncertekről. A korábban felvett 16 perces változat hívebben tükrözi a „tételekből” álló szerkezetet, viszont egyszerre meghallgatva túl hosszúnak és fárasztónak tűnhet. Ez a változat manapság a London ’66–’67 című albumon hozzáférhető.
- Rengeteg kalózfelvétel is fennmaradt a Barrettel vagy őnélküle adott koncertekről. Ezek tanúsága szerint a zenekar gyakran improvizált és előadásról előadásra változtatta a dal szerkezetét. Egy BBC-nél készült rádiófelvétel minősége jobb, mint a stúdióban felvett változaté, az új középrészben a billentyűs hangszeren játszott melódia egyre dinamikusabbá válik, a gitár hangzása pedig különleges, démoni hatást kelt. 1969-ben és 1970-ben a koncertek fináléjában hangzott el a dal, ekkor David Gilmour gitárján slide-os stílusban játszott, ám lassabban, mint azelőtt Barrett.
- A dal egy különösen dinamikus változatát állítólag levették a készülő Ummagumma című albumról. Erről az előadásról még ma is létezhetnek felvételek.
- Az Interstellar Overdrive-ot többen feldolgozták, például a Particle, a Hawkwind, a Camper Van Beethoven, a The Melvins, a Pearl Jam, a The Mars Volta és a Red Hot Chili Peppers.

## Idézet
A dolog, hogy Syd kezdte el az egész space rock dolgot, egy baromi nagy hazugság. Hilaire Belloc volt a kedvence, és amiket írt, szinte minden az angol irodalomból eredt. Azt hiszem, Syd csak egy dalt írt, ami az űrről szól, az Astronomy Dominet, ez minden. Ez minden, amit az űrről írt, és mégis akkora a felhajtás, hogy ő kezdte el, meg minden. A sok bolond nem tudja, hogy ez mind utánunk történt. Az első albumunkon van egy instrumentális darab, Interstellar Overdrive a címe. Voltaképpen csak egy absztrakt darab, melynek csak a címe „csillagközi” (angolul interstellar).

## Részlet
- Nem tudod lejátszani a fájlt? Olvasd el a Wikipédia:Médiafájlok lapot.

## Közreműködők
- Syd Barrett – gitár
- Richard Wright – orgona
- Roger Waters – basszusgitár
- Nick Mason – dob, ütőhangszerek
- Peter Brown – hangmérnök
- Norman Smith – producer

## Külső hivatkozások
- Ismertető az Allmusic honlapján
- Az Interstellar Overdrive a Tonite Let’s All Make Love in London című filmben (1. rész)
- Az Interstellar Overdrive a Tonite Let’s All Make Love in London című filmben (2. rész)
- A Pink Floyd a UFO Clubban játssza a dalt